# Emboscada nocturna
Emboscada nocturna, también conocida en castellano como Emboscada en la noche y titulada originalmente en inglés como Ill Met by Moonlight, es una película británica de 1957 basada en hechos reales.

## Argumento
Creta, 1944: un grupo de partisanos dirigidos por el capitán Stanley Moss y el mayor Patrick Leigh Fermor secuestran al general alemán Karl Kreipe y lo trasladan a El Cairo.
- Datos: Q3422374